# Costularia pubescens
Costularia pubescens är en halvgräsart som beskrevs av Jean Raynal. Costularia pubescens ingår i släktet Costularia, och familjen halvgräs.
Artens utbredningsområde är Nya Kaledonien. Inga underarter finns listade i Catalogue of Life.